# Dracaena cubensis
Dracaena cubensis là một loài thực vật có hoa trong họ Măng tây. Loài này được Vict. mô tả khoa học đầu tiên năm 1942.